# Mirabeau Buonaparte Lamar
Mirabeau Buonaparte Lamar (16 de agosto de 1798-19 de diciembre de 1859) fue el segundo presidente de la República de Texas, sucediendo en el cargo a Sam Houston.

## Primeros años
Nació cerca de Louisville, Georgia, y fue el segundo de nueve hijos. Aunque no tuvo una educación formal como niño tuvo pasión por la lectura, afición que le permitió obtener un puesto en la Universidad de Princeton, pero decidió rechazar tal puesto y se mudó a Alabama, donde tuvo poca suerte en sus proyectos como comerciante y como fundador del periódico Cahawba Press. Tras estos fracasos Lamar pasó al mundo de la política, donde obtuvo un puesto como secretario privado de George M. Troup, gobernador de Georgia, puesto al que llegó con ayuda de su hermano Lucius Quintus Cincinnatus Lamar. Ocupando este puesto Lamar conoció a Tabatha Jordan, de Millidgeville, con quien contraería matrimonio en enero de 1826. En 1828 Troup fue derrotado en las elecciones y Lamar se mudó a Columbus, donde fundó un nuevo periódico: el Columbus Enquirer.
En 1829 Mirebau Lamar intentó ser elegido como senador del estado, pero la muerte de su joven esposa de tuberculosis lo llevó a retirarse de la elección. En 1833 volvió a probar suerte en la política e intentó de ser elegido como diputado en el congreso de Estados Unidos, pero fue derrotado en la elección. Después de esto hermano Lucius se suicidó y esto llevó a Lamar a emprender un viaje a Texas, y aunque volvió pronto a su estado natal, debido al estallido de la guerra de independencia de Texas retornó al territorio mexicano.

## Vida en Texas
Lamar apoyó a los independentistas y tuvo una participación distinguida en la batalla de San Jacinto, su actuación en esta batalla le permitió un rápido ascenso en la política de la recién nacida república, llegando a ocupar el cargo de Secretario de Guerra en el gobierno interino y el de vicepresidente bajo el gobierno de Sam Houston. Para la segunda elección presidencial consiguió el apoyo casi unánime de la población y fue así elegido presidente.

### Presidencia
Lamar fue investido el 1 de diciembre de 1838 y en su primera aparición ante el Congreso habló de la importancia de exterminar a los cheroquis y a sus aliados, de la creación de un banco nacional, de la necesidad de conseguir un préstamo de cinco millones de dólares para ayudar a las finanzas de la naciente nación y, finalmente, rechazó por completo la posibilidad de anexionarse a Estados Unidos y dijo que seguiría apoyando la guerra con México dando apoyo a otras provincias que, como Texas, se rebelaran ante el gobierno central.
Su política de defensa contra los indios empezó por la creación de 23 compañías militares que se establecerían en ocho locaciones específicas, la mayoría cerca de ríos, y que eventualmente se pensaba convertir en establecimientos de frontera cuyos habitantes recibirían apoyo económico del gobierno. Lamar inició en 1839 una guerra a gran escala contra los cherokees y encontró en el diario de un rebelde mexicano muerto la noticia de que esta nación recibiría apoyo del gobierno de México si lanzaban una guerra a gran escala contra los blancos del territorio. El éxito de Texas sobre los cherokees fue total y estos fueron desterrados del país y todos sus asentamientos fueron destruidos.
Otro asunto que se decidió en su administración fue el elegir una capital definitiva para el país, la cual sería movida de Houston, que había ejercido esa función hasta entonces. El acta promulgada a este efecto señalaba una región específica donde un grupo de comisionados debería elegir la sede de la nueva capital, con lo cual no había ninguna posibilidad de que ésta siguiera en donde había estado. Finalmente el 13 de abril de 1839 los comisionados eligieron como la mejor opción al pequeño asentamiento de Waterloo, la cual fue renombrada como Austin. También fundó la librería del estado en esa ciudad.
Mirabeau B. Lamar envió varios agentes a México con el objetivo de firmar la paz con dicha nación, pero dado que México siempre consideró a Texas una provincia rebelde todos fallaron. Lamar sí consiguió por otro lado el reconocimiento oficial por parte de Francia, de Bélgica y del Reino Unido de la independencia de Texas, aunque no logró conseguir un préstamo de estos o de algún otro país, razón por la cual las finanzas de la república siguieron en dificultades. Esta situación y la imposibilidad de arreglar la situación con México empezaron a minar el apoyo a su gobierno y esto llevó a que en las elecciones intermedias los seguidores de Sam Houston obtuvieran un importante número de asientos en el congreso. Houston era rival político de Lamar y sus seguidores impidieron en este segundo periodo que Lamar pudiera llevar a cabo todas sus iniciativas. En su administración intentó iniciar un intercambio comercial con Nuevo México a través de Santa Fe, pero los hombres que hicieron el viaje, en contra de lo que había indicado el Congreso, fueron detenidos por el ejército mexicano y muchos murieron cuando los llevaban rumbo a la Ciudad de México.

## Vida posterior
Lamar se distinguió en la batalla de Monterrey durante la intervención estadounidense en México, se convirtió en representante de Laredo en la legislatura de Texas, se volvió a casar y durante la presidencia de James Buchanan fue enviado como ministro de Estados Unidos a Nicaragua, cargo que ejerció hasta que su mala salud lo hizo retornar a su país, donde murió de un ataque cardiaco.